# Нижньошакарово
Нижньошака́рово (рос. Нижнешакарово, башк. Түбәнге Шәкәр) — присілок у складі Стерлібашевського району Башкортостану, Росія. Входить до складу Сарайсінської сільської ради.
Населення — 74 особи (2010; 89 в 2002).
Національний склад:
- башкири — 97%